# 野田宣雄
野田 宣雄（のだ のぶお、1933年12月4日 - 2020年12月29日）は、日本の政治学者・歴史学者。専門はドイツ政治史。京都大学名誉教授。

## 経歴
出生から修学期
1933年、岡山県岡山市で生まれた。京都大学文学部西洋史学科で学び、会田雄次の指導を受けた。卒業後は、同大学院に進んだ。博士課程を中退し、ベルリン自由大学に留学。
西洋近現代史研究者として
帰国後、京都大学助手に採用された。後に京都大学教養部助教授となり、教授昇格。後に京都大学法学部教授に配置換え。1990年、学位論文『教養市民層からナチズムへ：比較宗教社会史のこころみ』を京都大学に提出して文学博士の学位を取得。大学外では、保守派評論家として論壇誌に寄稿し、また対談者として積極的に活動した。1997年、京都大学を定年退官し、名誉教授となった。その後は、南山大学総合政策学部教授を務めた。
浄土真宗の僧侶でもあり、宗門においては滋賀県東部の日野町にある東本誓寺住職でもあった。2020年に死去。

## 受賞・栄典
- 1995年：『文明衝突時代の指導者』で読売論壇賞を受賞。

## 著作
著書
- 『独裁者の道』(大世界史 24) 文藝春秋 1969
  - 改題文庫化 『ヒトラーの時代』講談社学術文庫 1976
  - 文庫化 文春学藝ライブラリー 2014
- 『20世紀の政治指導』中央公論社(中公叢書) 1976
- 『教養市民層からナチズムへ：比較宗教社会史のこころみ』名古屋大学出版会 1988
  - 抄版文庫化『ドイツ教養市民層の歴史』講談社学術文庫 1997
- 『歴史の危機』文藝春秋 1992
- 『歴史に復讐される世紀末：民族・宗教の回帰の時代をどう生きるか』PHP研究所 1993
  - 電子版
- 『文明衝突時代の政治と宗教』PHP研究所 1995
  - 電子版
- 『二十世紀をどう見るか』文春新書 1998
- 『歴史をいかに学ぶか：ブルクハルトを現代に読む』PHP新書 2000
  - 電子版
- 『二十一世紀をどう生きるか：「混沌の歴史」のはじまり』PHP新書 2000
  - 文庫化
- 『「歴史の黄昏」の彼方へ：危機の文明史観』[3]、 千倉書房 2021 [4]

共著
- 『ドイツ現代政治史：名望家政治から大衆民主主義へ』飯田収治・中村幹雄・望田幸男共著、ミネルヴァ書房 1966
- 『世界の中の日本百年』会田雄次・中村賢二郎・望田幸男共著、文藝春秋 1967
- 『変貌する現代世界』(人類文化史 7) 鳥海靖・高坂正堯共著、講談社 1973
- 『20世紀の戦争：封じられた平和の祈り』上山春平・五百旗頭真・中西輝政共著 読売新聞社、1998

編著
- 『19世紀のヨーロッパ』(西洋史 9) 有斐閣 1980
- 『20世紀のヨーロッパ』(西洋史 10) 有斐閣 1980
- 『よみがえる帝国：ドイツ史とポスト国民国家』ミネルヴァ書房 1998
- 『検証 歴史を変えた事件：悲劇はなぜ起きたのか』TBSブリタニカ 2001[5]
- 『新世界史 新課程 近代・現代編』前川貞次郎・堀越孝一共編、数研出版 2004